# إي. تشارلتون فروتشن
إي. تشارلتون فروتشن (بالإنجليزية: E. Charlton Fortune) هي رسامة أمريكية، ولدت في 1885 في ساوساليتو في الولايات المتحدة، وتوفيت في 15 مايو 1969 في كارميل-بي-ثي-سي في الولايات المتحدة.

## معرض صور

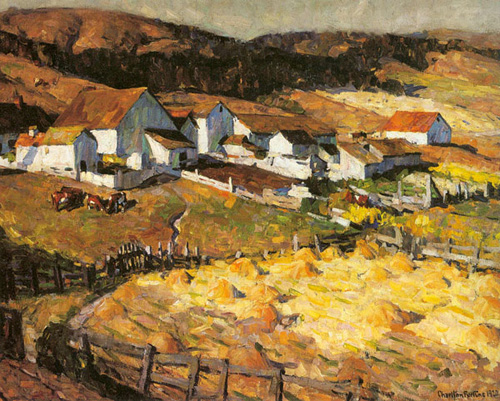
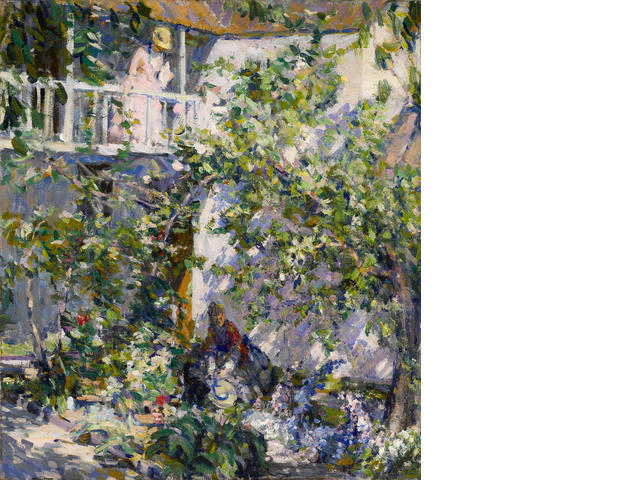
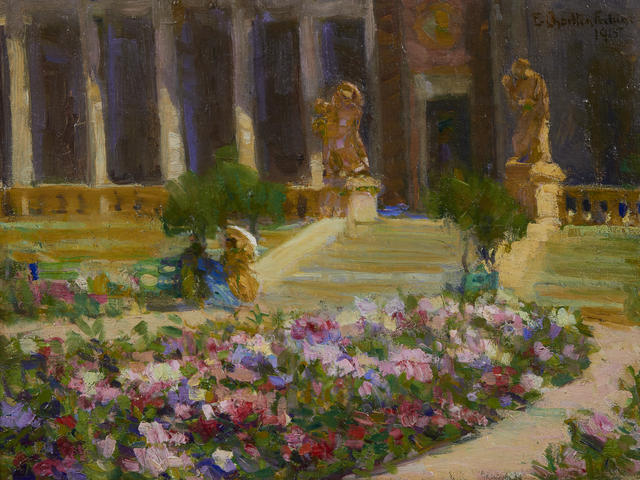